# Среднематрёнский сельсовет
Среднематрёнский сельсовет — сельское поселение в Добринском районе Липецкой области Российской Федерации.
Административный центр — село Средняя Матрёнка.

## История
Статус и границы сельского поселения установлены Законом Липецкой области от 23 сентября 2004 года № 126-ОЗ «Об установлении границ муниципальных образований Липецкой области».

## Население
| 2010 | 2012 | 2013 | 2014 | 2015 | 2016 | 2017 |
| ---- | ---- | ---- | ---- | ---- | ---- | ---- |
| 819  | ↘804 | ↘787 | ↘785 | ↘774 | ↘768 | ↘757 |
| 2018 | 2021 |      |      |      |      |      |
| ↘738 | ↘706 |      |      |      |      |      |

## Состав сельского поселения
| № | Населённый пункт | Тип населённого пункта       | Население |
| - | ---------------- | ---------------------------- | --------- |
| 1 | Александровка    | деревня                      | 50        |
| 2 | Асташевка        | деревня                      | 27        |
| 3 | Елизаветинка     | деревня                      | 57        |
| 4 | Коновка          | деревня                      | 51        |
| 5 | Никольское 2-е   | деревня                      | 49        |
| 6 | Средняя Матрёнка | село, административный центр | 585       |